# Aída Judith León
 Aída León de Rodríguez, sinh Aída Judith León Lara (sinh ngày 23 tháng 6 năm 1928), là Đệ nhất phu nhân của Ecuador với Guillermo Rodríguez, chồng bà.

## Tiểu sử
León được sinh ra ở Pujilí, tỉnh Cotopaxi đến Pujileños José Gabriel León Jácome và Matilde Victoria Lara Rubio. Năm 1953, bà kết hôn với Tướng Guillermo Rodríguez và có năm người con.
Là đệ nhất phu nhân của Ecuador, León là chủ tịch của Ủy ban quốc gia thiếu nhi (INNFA từ năm 1980). Cô tập trung vào việc thể chế hóa nó, đưa ra tư cách pháp lý và lập một kho tài sản hoàn chỉnh do Corina del Parral tạo ra vào năm 1960. Trong khả năng này, cô rất thích sự hỗ trợ của Tổng giám đốc.
Đầu năm 1973, León chịu trách nhiệm sơ tán và điều trị các nạn nhân của trận lụt ở Babahoyo, nơi cô bị nhiễm trùng huyết cần điều trị tại Trung tâm y tế quân sự quốc gia Walter Reed ở Washington D.C. 

## Trích dẫn
1. ↑  Garaycoa Talor, Deyda. "Aida Judith Graciela León". gw.geneanet.org. Geneanet. Truy cập ngày 2 tháng 8 năm 2018.
2. 1 2 3  Macias Núñez, Édison. "General Guillermo Rodríguez Lara". Army Historical Studies Center. tr. 49–51, 248–251.